# تشاروليس
تشاروليس هي كومونا في مقاطعة سون ولوار في منطقة برغونية إفرنش كمته تقع في شرق فرنسا. وأصبحت تشاروليس جزءاً من بلد تشارولايس بيريونيه منذ عام 2004.

## جغرافيا
تقع تشاروليس عند نقطة التقاء نهري Semence و Arconce ، 60 كيلومتر (37 ميل) من الغرب والشمال الغربي لـ ماكون. 

## تاريخ
كانت تعد تشاروليس العاصمة لمنطقة شارولايس وهي تقسيمة قديمه لفرنسا، والتي اعطت في اوائل القرن الرابع عشر لقب الكونت لمالكها. ففي عام 1327 اقرت البلد بالزواج من منزل أرماجناك، وفي عام 1390 بيعت إلى فيلب بورغندي. ثم بعد وفاة تشارلز ذا بولد، الذي كان في شبابه الملقب بكونت شارولايس، استولى عليها لويس الحادي عشر لفرنسا، ولكن في عام 1493 نُقلت مِلْكيتها من تشارلز الثامن إلى ماكسيميليان النمسا، الممثل لعائلة بورغوندي. ففي نهاية المطاف نقلت إلى الملوك الأسبان، وأصبحت موضع نزاع بين فرنسا وإسبانيا لفترة طويله حتى تم تعيينها بأسهاب في عام 1684 إلى كوندي العظيم (أمير كوندي) دائن لملك إسبانيا وتم توحيده للتاج الفرنسي في عام 1771.

## مشاهد
يحتل حطام قلعة كونتات شاروليه قمة تل في المنطقة المجاورة مباشرة للمدينة. 

## اقتصاديا
وفقًا لـ موسوعة بريتانيكا الحادية عشرة في بداية القرن العشرين كان يوجد مقلع حجارة في المنطقة المجاورة؛ حيث كانت البلدة تصنع الفخار، وكانت مركزًا لتجارة النسل الشهير من أبقار شارولي وفي المحاصيل الزراعية. 

## سياحة
يمكنك رؤية في منطقة Southern Bourgogne-Franche-Comté :
- Arboretum de Pézanin ، واحدة من أغنى مجموعات الغابات في فرنسا، بالقرب من تشاروليس،
- صخرة سولوتريه
- دير كلوني ومدينته من العصور الوسطى،
- ماكون، باراي لو مونيال، لا كلايت. . .

## اشخاص
تشاروليس كانت مسقط رأس كلٍ من:
- Louis Jacolliot (1837–1890)، مؤلف
- ألبرت رو (مواليد 1935) وميشيل رو (1941-2020)، أصحاب مطعم فرنسي حاصل على نجمة ميشلان يعملان في بريطانيا

## مناخ
يعد المناخ في هذه المنطقة لديه اختلافات خفيفة بين ارتفاعات وانخفاضات، وهطول أمطار وافية على مدار السنة. النمط الفرعي لتصنيف مناخ كوبن لهذا المناخ هو «Cfb». (مناخ الساحل الغربي البحري / مناخ المحيطات).
| البيانات المناخية لـ{{{location}}} | البيانات المناخية لـ{{{location}}} | البيانات المناخية لـ{{{location}}} | البيانات المناخية لـ{{{location}}} | البيانات المناخية لـ{{{location}}} | البيانات المناخية لـ{{{location}}} | البيانات المناخية لـ{{{location}}} | البيانات المناخية لـ{{{location}}} | البيانات المناخية لـ{{{location}}} | البيانات المناخية لـ{{{location}}} | البيانات المناخية لـ{{{location}}} | البيانات المناخية لـ{{{location}}} | البيانات المناخية لـ{{{location}}} | البيانات المناخية لـ{{{location}}} |
| الشهر                              | يناير                              | فبراير                             | مارس                               | أبريل                              | مايو                               | يونيو                              | يوليو                              | أغسطس                              | سبتمبر                             | أكتوبر                             | نوفمبر                             | ديسمبر                             | المعدل السنوي                      |
| ---------------------------------- | ---------------------------------- | ---------------------------------- | ---------------------------------- | ---------------------------------- | ---------------------------------- | ---------------------------------- | ---------------------------------- | ---------------------------------- | ---------------------------------- | ---------------------------------- | ---------------------------------- | ---------------------------------- | ---------------------------------- |
| [بحاجة لمصدر]                      |                                    |                                    |                                    |                                    |                                    |                                    |                                    |                                    |                                    |                                    |                                    |                                    |                                    |